# Золота річка
«Золота річка» (рос. «Золотая речка») — радянський художній фільм 1976 року. Другий фільм дилогії  Веніаміна Дормана, що оповідає про пригоди шукачів сибірського золота. Перший фільм «Зникла експедиція» був знятий в 1975 році.

## Сюжет
Дія фільму розгортається в 1923 році, через 5 років після подій, описаних в Зниклій експедиції. Рогов, Митя, Куманін і Зімін знаходять «старих» членів експедиції і знову потрапляють в ті місця, де було знайдено багате родовище золота. Родовище знову поповнилося золотом. Але до нього дістатися набагато важче, ніж 5 років тому.

## У ролях
- Борис Сморчков —  Куманін Олексій Федорович
- Олександр Кайдановський —  Зімін Кирило Петрович
- Юрій Каюров —  Волжин Володимир Петрович
- Олександр Абдулов —  Рогов
- Віктор Сергачов —  Юхим суботу
- Євгенія Симонова —  Тася Смєлкова
- Сергій Сазонтьєв —  Федякін
- Микола Олялін —  Солонтай
- Вадим Захарченко —  Харитон
- Микола Горлов —  Вусатий
- Георгій Мартиросян —  Тихон
- Андрій Харибін —  Тьомка
- Ольга Матешко —  Марфа
- Любов Мишева —  Дуня
- Анатолій Калабулін —  Прошка
- Владлен Паулус —  Ваганов

## Знімальна група
- Сценаристи:  Ісай Кузнєцов
- Режисер:  Веніамін Дорман
- Оператори: Анатолій Буравчиков,  Вадим Корнільєв
- Композитор:  Мікаел Таривердієв
- Художник:  Марк Горелик
- Диригент:  Мартін Нерсесян